# Stadarnia
Stadarnia – kolonia w Polsce położona w województwie lubelskim, w powiecie chełmskim, w gminie Wojsławice.
W latach 1975–1998 miejscowość administracyjnie należała do województwa chełmskiego. Wieś stanowi sołectwo gminy Wojsławice. Według Narodowego Spisu Powszechnego (III 2011 r.) liczyła 74 mieszkańców i była szesnastą co do wielkości miejscowością gminy Wojsławice.